# وندی مک‌لندن کاوی
وِندی مک‌لـِندِن-کاوی (انگلیسی: Wendi McLendon-Covey؛ زادهٔ ۱۰ اکتبر ۱۹۶۹) یک هنرپیشه، کمدین، نویسنده و تهیه‌کننده اهل ایالات متحده آمریکا است. وی از سال ۲۰۰۱ میلادی تاکنون مشغول فعالیت بوده‌است.

## گزیدهٔ آثار

### سینما
- مورمور۲: هالووین جن‌زده (۲۰۱۸)
- مخلوط (۲۰۱۴)
- باشگاه مادران مجرد (۲۰۱۴)
- مجیک مایک (۲۰۱۲)
- وقتی حامله هستی باید منتظر چه چیزی باشی (۲۰۱۲)
- ساقدوش‌ها (۲۰۱۱)
- افسونگر
- سلام، اسم من دوریس است (۲۰۱۵)

### تلویزیون
- خانواده امروزی (۲۰۱۳–۲۰۱۲)
- قواعد نامزدی (۲۰۱۳–۲۰۱۲)
- برگری باب (۲۰۱۲)
- ۱۰ چیز که من دربارهٔ تو متنفرم (۲۰۰۹)